# Anime News Network
Anime News Network es un sitio web de noticias de la industria del anime que informa sobre anime, manga, música popular japonesa y otros asuntos relacionados con la cultura otaku dentro de Norteamérica y Japón, aunque también ofrece a menudo sucesos similares a través de la angloesfera y otras partes del mundo. El sitio web también presenta críticas y otros contenidos de editorial (columnas, blogs, artículos destacados, entrevistas, etc.), foros de Internet donde los lectores pueden discutir ediciones y acontecimientos actuales, y una enciclopedia. La enciclopedia contiene una gran cantidad de animes con información de la plantilla en japonés, inglés e incluso en español, canciones de los temas de las series, sumarios de los argumentos y de los índices de audiencia.
Fundado en julio de 1998 por Justin Sevakis, el sitio web afirma ser la principal fuente en inglés de noticias e información sobre anime y manga en Internet.

## Historia
El sitio web fue fundado por Justin Sevakis en julio de 1998. En mayo de 2000, el actual CEO Christopher Macdonald se unió al personal editorial del sitio web, reemplazando al exeditor en jefe Isaac Alexander. En julio de 2002, Anime News Network lanzó su Enciclopedia, una base de datos colaborativa de títulos de anime y manga que también incluye información sobre el personal, el elenco y las compañías involucradas en la producción o localización de esos títulos. En enero de 2007, ANN lanzó una versión separada para el público australiano.
El 1 de noviembre de 2022, Kadokawa Corporation anunció la adquisición mayoritaria del negocio de medios de ANN, con el objetivo fortalecer aún más los esfuerzos de Marketing global de la corporación japonesa. Christopher Macdonald confirmó que la línea editorial seguirá siendo independiente. Una vez completada la transacción, ANN pasará a ser parte de Kadokawa World Entertainment.

## Medios
Anime News Network también tiene un canal de IRC en the WorldIRC network, #animenewsnetwork (enlace roto disponible en Internet Archive; véase el historial, la primera versión y la última)..
En 2005, el personal editorial de ANN también se implicó formalmente con la Revista de Anime conocida como Anime News Network's Protoculture Addicts.